# Dicranomyia nowankareena
Dicranomyia nowankareena är en tvåvingeart som först beskrevs av Günther Theischinger 1994.  Dicranomyia nowankareena ingår i släktet Dicranomyia och familjen småharkrankar. Inga underarter finns listade i Catalogue of Life.